# Abaeis nicippiformis
Abaeis nicippiformis is een vlindersoort uit de familie van de Pieridae (witjes), onderfamilie Coliadinae.
Abaeis nicippiformis werd in 1947 beschreven door Munroe.